# Bromuro de litio
El bromuro de litio LiBr es un compuesto químico de litio y bromo. Debido a su alta absorción de agua se usa como un agente de secado en acondicionadores de aire.
Además del bromuro de litio anhidro existen varios hidratos, se conocen LiBr•n H2O con n = 1, 2, 3 y 5. El monohidrato de LiBr• H2O tiene una densidad de 2,51 g · cm -3. En contraste con otros bromuros de metales alcalinos, existe varias formas cristalinas. La sal anhidra forma cristales cúbicos, similares a la sal de mesa. Para deshidratar se debe calentar  al vacío a 90 °C.

## Síntesis
El bromuro de litio se prepara haciendo reaccionar una solución acuosa de hidróxido de litio, o de carbonato de litio con bromuro de hidrógeno
{\displaystyle \mathrm {LiOH+\ HBr\longrightarrow \ LiBr+\ H_{2}O} }
{\displaystyle \mathrm {Li_{2}CO_{3}+\ 2HBr\longrightarrow \ 2LiBr+\ H_{2}O+\ CO_{2}} }
En la primera reacción se puede formar también litiomonooxobromato que con ácido fórmico o amoníaco se puede reducir a bromuro de litio.
El bromuro de litio anhidro también puede obtenerse por reacción de hidruro de litio con bromo.
{\displaystyle \mathrm {LiH+\ Br_{2}\longrightarrow \ LiBr+\ HBr} }

## Propiedades

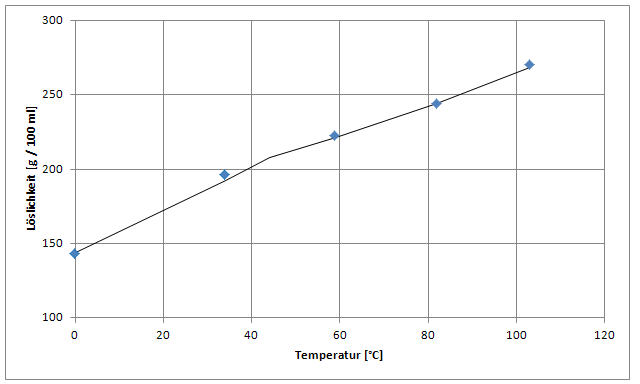
diagrama de solubilidad

El bromuro de litio es higroscópico, las soluciones concentradas de 50% LiBr reducen la presión de vapor del agua en aproximadamente un 80%. Es altamente soluble en agua a 20 °C. Es soluble en alcohol y glicol de etileno. La solubilidad  depende fuertemente de la temperatura. Dependiendo de la temperatura de los hidratos de bromuro de litio son diferentes: por debajo de 4 °C, trihidrato de LiBr•3H2O, entre 4 y 44 °C, el dihidrato LiBr•2H2O y entre 44 y 159 °C, el monohidrato de LiBr•H2O. A temperaturas más altas del anhidro es estable. El diagrama de solubilidad muestra la transición desde el monohidrato de anhidrato en una curva.
La entalpía estándar de bromuro de litio es ΔHf0 = -351 kJ / mol.

## Uso
- Como una solución de bromuro de litio en agua para máquinas de absorción[7] (más del 50% del bromuro de litio producido).
- Debido al efecto altamente higroscópico como un agente desecante en sistemas de refrigeración, aire acondicionado y secado industriales.[8][9] La solución concentrada de este compuesto es un sumidero de efectivo del vapor de agua.
- Se utiliza como agente caotrópico para disolver proteínas y para aumentar el volumen de lana, pelo y otras fibras orgánicas.
- Síntesis orgánicas. Como un catalizador y reactivo .
- Fundente durante la soldadura.
- Como electrolito en algunas pilas de litio.

### Medicina
El Bromuro de litio se usó como sedante a principios del siglo XX, pero en la década de 1940 dejó de ser utilizado, ya que algunos pacientes con enfermedades del corazón murieron después de la ingesta. Además, al igual que el carbonato de litio y el cloruro de litio, se utiliza para tratar el trastorno bipolar.

## Peligros
Las sales de litio tienen efectos psicoactivos, y son corrosivas[cita requerida].